# .lb
.lb (код ISO 3166-2:LB alpha-2 для Ливана, англ. Lebanon) — национальный домен верхнего уровня для Ливана.

## История
Реестр доменов Ливана (LBDR) был основан в 1993 году. Он предлагал бесплатные домены непосредственно регистрирующим, без использования модели сторонних регистраторов. С 1 февраля 2021 года они ввели модель регистраторов, и владельцы доменов больше не могут напрямую регистрировать свои домены в реестре. В то же время Реестр ввёл ежегодную плату за домены и отменил требование о регистрации товарных знаков для владельцев доменов. 13 июля 2023 года ICANN взяла на себя управление реестром .lb в качестве временной администрации в связи со смертью его администратора. 21 января 2024 года ICANN одобрила передачу .lb новому реестру — Общество интернета Ливана.

## Домены второго уровня
- com.lb — коммерция,
- edu.lb — образование,
- gov.lb — правительство,
- net.lb — сетевая инфраструктура,
- org.lb – организации.